# Station Anderson Mesa
La station Anderson Mesa (Anderson Mesa Station) est un site utilisé à des fins d'observations astronomiques. Créé en 1959, il constitue l'un des trois sites d'observation de l'observatoire Lowell. 
Anderson Mesa abrite plusieurs télescopes qui étaient utilisés dans le cadre du programme LONEOS, achevé en 2008. Le site est situé en Arizona dans le comté de Coconino, à environ 19 kilomètres du site d'observation principal nommé Mars Hill à Flagstaff en Arizona.

## Sources
- Télescopes du Lowell Observatory